# Harem (Siria)
Harem es una ciudad siria que se encuentra dentro de la gobernación de Idlib. La ciudad de Alepo se encuentra a 55 km de distancia.

## Historia
Esta ciudad se encuentra en la frontera entre Siria y Turquía; estaba en la ruta entre Antioquía y Alepo; ha existido desde la época bizantina, quienes construyeron un castillo en la década del año 960, que fue realizado en el mandato de Nicéforo II. Posteriormente quedó en manos de los árabes y, luego, de los turcos selyúcidas.
En 1097 fue tomada por los cruzados, que se mantuvieron hasta el año 1119, excepto por un corto período en 1098, cuando fue tomada nuevamente por los árabes.
Perteneció a Nur al-Din en 1149, y luego a los cruzados, en 1158; Nur al-Din la reconquista nuevamente, en 1164 (batalla de Harim).
Cuando los mongoles invadieron Siria en el siglo XIII, gran parte de Harem fue destruida, así como su castillo.
Lo que quedó del castillo se remonta al año 1268, y fue reconstruido por el hijo de Saladino, Malik Ghazi Al Zaher.